# Stefan Airapetjan
Stefan Airapetjan (Viljandi, 24 de diciembre de 1997), conocido simplemente como Stefan, es un cantante estonio-armenio.

## Biografía
Stefan, de ascendencia armenia por parte de ambos padres, saltó a la fama en 2018 con su participación en Eesti Laul, la preselección anual del representante de Estonia en el Festival de la Canción de Eurovisión, donde cantó Laura (Walk with Me) como parte del grupo Vajé, terminando tercero en la final. Al año siguiente, volvió a presentarse a la selección como solista, quedando de nuevo tercero con Without You y obteniendo el puesto 13 en el Eesti Tipp-40. En 2020, ocupó el puesto 7 en la competición con By My Side.
En noviembre de 2021, se anunció la cuarta participación de Stefan en Eesti Laul. Después de haberse clasificado en las rondas preliminares, en la final del 12 de febrero de 2022 fue declarado ganador con el 62% de los votos del público en la final a tres, convirtiéndose en el representante de Estonia en el Festival de la Canción de Eurovisión 2022, celebrado en Turín, con la canción Hope.

## Discografía

### Sencillos
- 2018 – Without You
- 2019 – Better Days
- 2019 – We'll Be Fine
- 2019 – By My Side
- 2020 – Oh My God
- 2020 – Let Me Know
- 2021 – Doomino (con Liis Lemsalu)
- 2021 – Headlights (con Wateva)
- 2021 – Hope